# Josep Colomer i Volart
Josep Colomer i Volart   (Mataró, 1886 - Mataró, 18 d'abril de 1929) fabricant tèxtil mataroní, era fill de Tomàs Colomer i Volart i Josepa Volart i Casas i net de Narcís Colomer i Filvà.

## Biografia
Fou diputat de la Mancomunitat de Catalunya «L'Escola de Teixits de Punt de Canet de Mar». La Veu de Catalunya (edició matí), 10-02-1932, pàg. 6.</ref> per la Lliga Regionalista, partit conservador i catalanista.
Va ser fundador de l'Acadèmia Musical Mariana, l'any 1918, amb seu al Foment Mataroní. Inicialment es tractava d'una formació instrumental, però ben aviat, a l'estiu de 1920, s'hi afegi la massa coral. Segons Joaquim Casas va fer que augmentés el sentit del catalanisme.
Va ser copromotor, juntament amb mossèn Josep Maria Andreu, del qual rebé l'aprovació del Dr. Josep Samsó -beatificat l'any 2010-, de la Comissió Pro-Soldats Romans pels anys 1926 i 1927. Aquesta comissió venia a omplir l'absència dels armats a les processons de Setmana Santa des de feia uns anys.
Colomer va tenir una destacada col·laboració amb el Museu Comercial Pedagògic (1916) que va ser creat per l'Associació d'Antics Alumnes de l'Escola Pia Santa Anna de Mataró. Per portar a terme el projecte es va crear una Comissió que va estar formada per deu membres.
Els Colomer van pagar l'orgue de la basílica de Santa Maria de Mataró, considerat l'orgue romàntic més important de Catalunya i va ser capitenajat per Josep Colomer Volart.B., V. Capgros, 12-07-2013. Arxivat de l'original el 2014-03-12. Van haver-hi diversos membres implicats de la família en aquest mecenatge, entre ells els seus tiets Francesc Colomer i Volart i la seva esposa Teresa Volart i Casas, tal com explicava la neta dels últims, Mercè Llisorgas. La Revista Musical Catalana, publicada per l'Orfeó Català, anomenava els Colomer com a excel·lents patricis mataronins. Vicenç Maria de Gibert escrivia al diari La Vanguardia: «M'he estès quelcom amb la descripció del nou orgue de Santa Maria, no només per tractar-se d'una obra veritablement important, sinó també per justificar les caloroses felicitacions que vull tributar públicament al petit nucli de generosos patricis del qual el gran sacrifici ha fet possible aquesta gran empresa, havent de mencionar molt especialment al prestigiós industrial mataroní En Josep Colomer i Volart.»
Presidí el primer patronat de l'Escola de Teixits de Canet de Mar, que fou inaugurat pel president de la Mancomunitat Josep Puig i Cadafalch.
Josep Colomer fou copropietari de l'empresa Manufactures Colomer Germans.